# Едит Дърам
Едит Дърам (на английски: Edith Durham) е английска журналистка, художничка и пътешественичка, известна най-вече с антропологичните си изследвания върху живота на албанците в началото на XX век.
Родена е на 8 декември 1863 година в Лондон в семейството на известен хирург. В продължение на две десетилетия в началото на XX век тя предприема многократни пътувания на Балканите, най-вече из Албания, публикувайки сведения за живота там. Дърам е отявлен привърженик на албанската национална кауза и сръбския и югославския експанзионизъм. Отстоява древния произход на албанците, както и принадлежността на Крали Марко към сръбския, а не към българския юнашки епос.
Едит Дърам умира на 15 ноември 1944 година в Лондон.